# 夹铁镇
夹铁镇，原为夹铁乡，是中华人民共和国四川省凉山彝族自治州普格县下辖的一个乡镇级行政单位。2021年1月12日，撤销夹铁乡、祝联乡、月吾乡和菜子乡，设立夹铁镇。以原夹铁乡、原祝联乡、原月吾乡和原菜子乡卫星村、前进村、团结村、钢铁村1组及原哈力洛乡瓦依村1组所属行政区域为夹铁镇的行政区域。

## 行政区划
夹铁镇下辖以下地区：
夹铁社区、阿木村、仁加村、都尔村、瓦达洛村、莫尔村和洛博里村、威拉体村、乃坚村、果普日村和洛木村、尼尔村、立洛村、依乌村、特机村和跃进村、卫星村、前进村、团结村、钢铁村1组、瓦依村1组。